# Oost-Lombok
Noord-Lombok (Indonesisch: Lombok Timur) is een regentschap in de Indonesische provincie West-Nusa Tenggara, in het oosten op het eiland Lombok.
Het regentschap is onderverdeeld in twintig onderdistricten (kecamatan):
- Sakra Barat
- Sakra
- Sakra Timur
- Aikmel
- Jerowaru
- Keruak
- Labuhan Haji
- Masbagik
- Montong Gading
- Pringgabaya
- Pringgasela
- Sambelia
- Selong
- Sembalun
- Sikur
- Suela
- Sukamulia
- Suralaga
- Terara
- Wanasaba